# ارنست گونتر هابیگ
ارنست گونتر هابیگ (انگلیسی: Ernst-Günter Habig; ۱۴ سپتامبر ۱۹۳۵ – ۱۴ مارس ۲۰۱۲) بازیکن فوتبال اهل آلمان بود.
از باشگاه‌هایی که در آن بازی کرده‌است می‌توان به باشگاه فوتبال اس‌سی فورتونا کلن و باشگاه فوتبال کلن اشاره کرد.
وی همچنین در تیم ملی فوتبال زیر ۲۳ سال آلمان بازی کرده‌است.